# Agent Orange (album)
Agent Orange je v pořadí třetí studiové album německé thrashmetalové skupiny Sodom. Vyšlo 1. června 1989 pod nezávislým vydavatelstvím SPV. Je to poslední album kapely s kytaristou Frankem Blackfirem (který později hrál ve skupině Kreator) před jeho návratem v roce 2018. V textech písní je jasně znát uchvácení frontmana Toma Angelrippera válkou ve Vietnamu – jedna ze skladeb pojednává o letounu AC-47, titulní skladba o herbicidu a chemické zbrani s názvem Agent Orange.
Jedná se o první album skupiny, které se umístilo na německém hudebním žebříčku (konkrétně na 36. místě); jen v Německu se ho prodalo přes 100 000 nosičů a pro skupinu bylo velkým komerčním úspěchem.
Na obalu alba je vzkaz: „Toto album je věnováno všem – vojákům i civilistům – kteří zahynuli při nesmyslných válkách po celém světě.“
Skladba „Ausgebombt“ vyšla později jako LP nazpívaná v němčině. V březnu 2010 bylo album znovu vydáno jako digipak s bonusovými skladbami, texty a fotografiemi.

## Hodnocení kritiky
V roce 2005 se album umístilo na 299. místě v žebříčku 500 nejlepších rockových a heavymetalových alb všech dob dle magazínu Rock Hard. V roce 2017 ho časopis Rolling Stone umístil na 63. pozici žebříčku 100 nejlepších heavymetalových alb všech dob.

## Seznam skladeb
Všechny skladby napsal(i) Chris Witchhunter, Frank Blackfire a Tom Angelripper, není-li uvedeno jinak. 
| Pořadí         | Název                                           | Délka |
| -------------- | ----------------------------------------------- | ----- |
| 1.             | Agent Orange                                    | 6:04  |
| 2.             | Tired and Red                                   | 5:25  |
| 3.             | Incest                                          | 4:38  |
| 4.             | Remember the Fallen                             | 4:20  |
| 5.             | Magic Dragon                                    | 5:59  |
| 6.             | Exhibition Bout                                 | 3:35  |
| 7.             | Ausgebombt                                      | 3:04  |
| 8.             | Baptism of Fire                                 | 4:03  |
| 9.             | Don't Walk Away (coververze písně skupiny Tank) | 2:56  |
| Celková délka: | Celková délka:                                  | 40:14 |

| Bonusový disk k druhému vydání | Bonusový disk k druhému vydání | Bonusový disk k druhému vydání |
| Pořadí                         | Název                          | Délka                          |
| ------------------------------ | ------------------------------ | ------------------------------ |
| 1.                             | Incest (živě)                  | 4:18                           |
| 2.                             | Agent Orange (živě)            | 5:26                           |
| 3.                             | Tired And Red (živě)           | 5:01                           |
| 4.                             | Remember The Fallen (živě)     | 4:05                           |
| 5.                             | Ausgebombt (živě)              | 3:47                           |
| 6.                             | Ausgebombt (německá verze)     | 3:06                           |

## Sestava
Sodom
- Tom Angelripper – vokály, baskytara
- Frank Blackfire – kytara
- Chris Witchhunter – bicí

 Produkce 
- Harris Johns – producent, mixáž
- Andreas Marschall – přebal
- Manfred Eisenblätter – fotografie

## EPAusgebombt
Na třetím EP s názvem Ausgebombt vydala skupina dvě skladby z alba Agent Orange.

### Seznam skladeb
| Pořadí         | Název                                           | Délka |
| -------------- | ----------------------------------------------- | ----- |
| 1.             | Ausgebombt (německá verze)                      | 3:07  |
| 2.             | Don't Walk Away (coververze písně skupiny Tank) | 3:00  |
| 3.             | Incest (živě)                                   | 4:28  |
| Celková délka: | Celková délka:                                  | 10:35 |